# Pinn (Neunkirchen-Seelscheid)
Pinn ist der südlichste Ortsteil der Gemeinde Neunkirchen-Seelscheid im Rhein-Sieg-Kreis.

## Lage
Pinn liegt auf den Hängen des Bergischen Landes östlich der Wahnbachtalsperre. Entfernte Nachbarorte sind Wolperath im Nordosten, Remschoß im Osten und Heisterschoß im Südosten.

## Geschichte
Das Dorf gehörte bis 1969 zur Gemeinde Neunkirchen.
1830 hatte Pinn 41 Einwohner. 1845 hatte der Hof 38 katholische und einen evangelischen Einwohner in neun Häusern. 1888 gab es 40 Bewohner in zehn Häusern.
1910 wohnten in Pinn der Tagelöhner Peter Fuhrbach, die Ackerin Witwe Peter Wilhelm Fuhrbach, der Ackerer Josef Heister, die Ackererin Witwe Johann Halm, der Fuhrmann Johann Klein, der Fabrikarbeiter Heinrich Josef Pütz und der Schuster Josef Schmitz.